# Thérèse philosophe
Thérèse philosophe, ou Mémoires pour servir à l’histoire du Père Dirrag et de Mademoiselle Éradice ('Thérèse filosof,' eller 'Tänkvärdheter i historien om fader Dirrag och fröken Éradice'), förkortad: Thérèse philosophe, är en anonymt utgiven fransk roman. Förstautgåvan saknar såväl tryckår som tryckort, men troligen gavs den ut 1748. Den betraktas som en av 1700-talets mest betydande libertinska verk, men finns inte på svenska i sin helhet. Jean-Baptiste de Boyer, Markis d’Argens förmodas vara författaren. 

## Handling
Thérèse historia handlar om steget bort från den kristna kyrkans auktoritet, till den radikala ateistiska hållningen hos en upplysningsman som exempelvis Julien Offray de La Mettrie. Hon blir en philosophe som titeln anger. Romanens handling växlar mellan sex och filosofiska samtal, vilka leder till en djupare hedonistisk insikt. Så sett återspeglar texten - i all enkelhet - en central upplysningstanke. I naturen förekommer ingen moralisk ondska. Förnuftiga former av seder och bruk kan inte grundas på en förljugenhet vad gäller naturliga impulser, utan på försöket att förstå dem. 

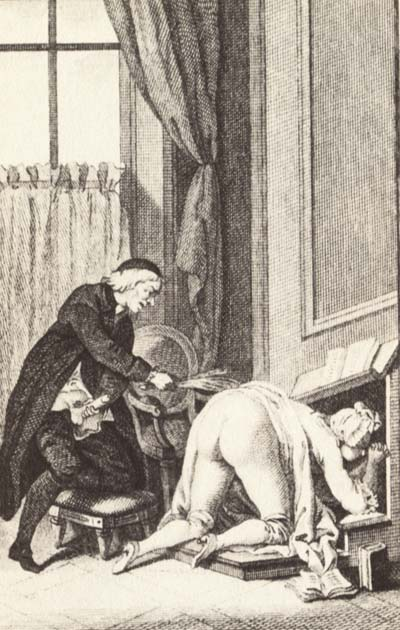
Illustration av Antoine Borel till Thérèse philosophe. Fader Dirrag utnyttjar Eradice.

Berättelsen är skriven i jagform och börjar med att berättaren Thérèse, som har en gedigen borgerlig bakgrund, blir elev hos fader Dirrag, en jesuit som i all hemlighet lär ut ett materialistiskt förhållningssätt. Hon spionerar på Dirrag när han vägleder en annan elev, fröken Éradice. Genom en dörrspringa ser hon hur fadern under förevändning av botgöring, försätter sitt biktbarn som har en böjelse för religiös trans, i ett tillstånd av extas med hjälp av gissling. Därefter får han lov att andligt tränga in i henne. Vad gäller hundställningen lurar han Éradice, genom att intala henne att det hon upplever beror på beröring med en relik, nämligen en repstump från Franciscus av Assisi. 
Denna blasfemiska nyckelscen i början av berättelsen, vilken får Thérèse att vända sig bort från religionen, härrörde från en verklig händelse och vida känd skandal under 1730-talet. Jesuitfadern Jean-Baptiste Girard (1680-1733) hade ställts inför rätta anklagad för att i biktstolen ha förfört borgardottern Catherine Cadière till sex. (Namnen som förekommer i boken, Dirrag och Eradice, är anagram av efternamnen Girard och Cadière.)
Thérèse överflyttas därefter till ett kloster, där hon insjuknar på grund av bristande kroppslig stimulans. Hon räddas av fru C. och abbé T. Dem spionerar hon på nu, när de diskuterar libertinsk politik och religiös filosofi mellan sina sexuella förehavanden. Thérèse undervisning i sexuella ting fortsätter sedan med hennes förhållande till fru Bois-Laurier, en erfaren prostituerad. Slutligen träffar hon en greve vars namn inte anges. Han vill ha henne som älskarinna. Hon nekar honom samlag av rädsla för att dö i barnsäng, vilket var en rimlig farhåga på den tiden. Han slår vad med henne. Om hon klarar två veckor i ett rum fyllt med erotiska böcker och målningar utan att onanera kommer han att avstå från samlag med henne. Thérèse förlorar och blir grevens stadigvarande älskarinna.

## Litteraturhistoriskt inordnande och mottagande

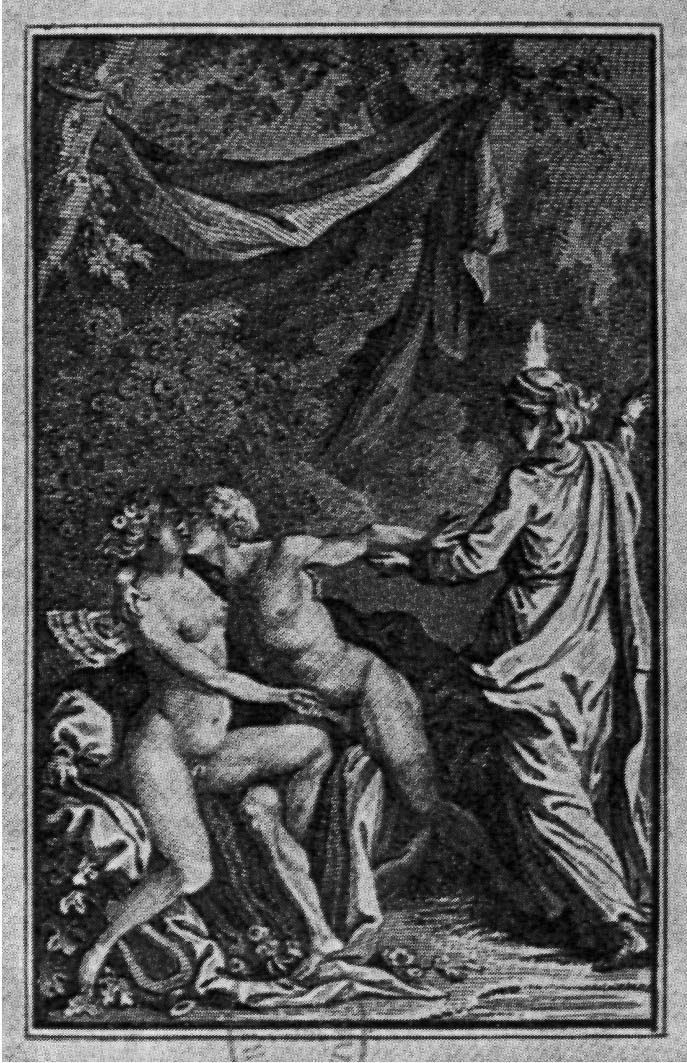
Illustration av François-Rolland Elluin till 1785 års upplaga av Thérèse philosophe.